# 唐卡维尔
唐卡维尔（法語：Tancarville，法語發音：[tɑ̃kaʁvil]）是法国滨海塞纳省的一个市镇，属于勒阿弗尔区。

## 地理
唐卡维尔（49°29'13"N, 0°27'13"E）面积7.42 平方千米，位于法国诺曼底大区滨海塞纳省，该省份为法国北部沿海省份，其西部及北部濒大西洋英吉利海峡，东起顺时针与索姆省、瓦兹省、厄尔省和卡爾瓦多斯省接壤。
与唐卡维尔接壤的市镇（或旧市镇、城区）包括：马赖韦尼耶、塞纳河畔基耶伯夫、拉塞尔朗格、圣让德福勒维尔、圣尼古拉德拉塔耶。

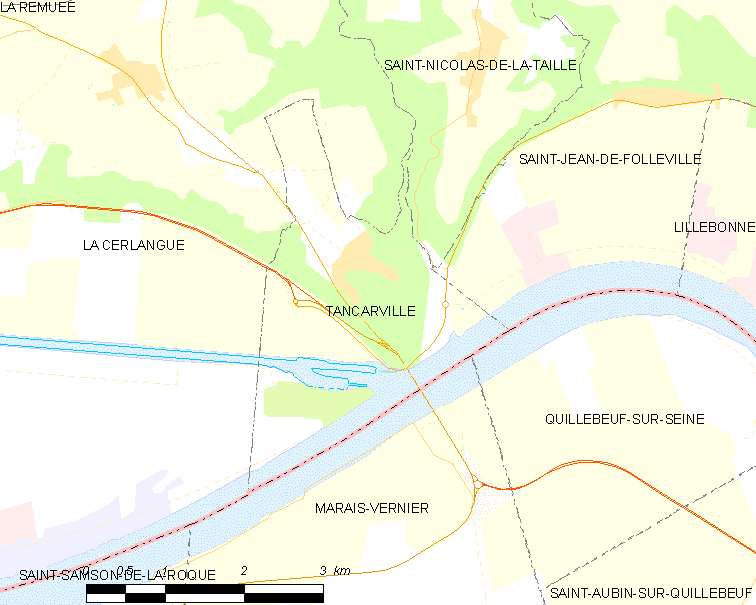
唐卡维尔的OSM定位图

唐卡维尔的时区为UTC+01:00、UTC+02:00（夏令时）。

## 行政
唐卡维尔的邮政编码为76430，INSEE市镇编码为76684。

## 政治
唐卡维尔所属的省级选区为博尔贝克县。

## 人口

1962-2008年间唐卡维尔人口变化图示

唐卡维尔于2022年1月1日时的人口数量为1226人。